# Río Menza
El río Menza (del ruso: Менза) o río Minzh (en mongol: Минж гол, Minzh gol o Myenza gol) es un río de los aymags de Hentiy, Töv y Selenge, en Mongolia y del krai de Zabaikalie, en Rusia asiática, afluente principal del río Chikói, de la cuenca hidrográfica del Yeniséi.

## Geografía
El Menza atraviesa el sur de Siberia central. Tiene una longitud de 337 km y drena una cuenca de 13.800 km². Nace en la vertiente norte de los montes Baga-Jentéi, y desemboca en el krai de Zabaikalie en el Chikói. Su caudal es de 89.9 m³/s a 12 km de su desembocadura. El Menza es un río de régimen pluvial.